# Клавдий Елиан
Клавдий Елиан (на латински: Claudius Aelianus; на гръцки: Κλαύδιος Αιλιανός: Ailianos; * 170 г., Пренест, днес Палестрина в Лацио; † 222 г.) е римски софист и учител по реторика.
Елиан пише на класически гръцки език. Запазени са три негови произведения:
- „Пъстри истории“ (Ποικίλη ἱστορία – Varia historia) в 14 книги, с анекдоти за особености от натурата и истории на прочути народи и мъже.
- „Животински истории“ (Περὶ ζῴων ἰδιότητος – De natura animalium) в 17 книги с истории и легенди за животни.
- Двадесет „Селски писма“ (Ἐπιστολαὶ ἀγροικικαί – Epistulae rusticae), 20 главно еротични писма.
- Само отчасти: Съдбата (Περὶ προνοίας), за намесата на Бог (Περὶ θείων ἐναργειῶν) и едно обвинение против Елагабал.

## Издания
- Rudolf Hercher: De natura animalium, Varia historia, Epistolae, Fragmenta. Teubner, Leipzig 1864 – 1866; unveränd. Nachdruck Akademische Druck- und Verlagsanstalt, Graz 1971
- Mervin A. Dilts: Claudii Aeliani Varia historia. Teubner, Leipzig 1974
- Pietro Luigi Leone: Claudii Aeliani Epistulae rusticae. Istituto editoriale cisalpino / La Goliardica, Mailand 1974 (= Testi e documenti per lo studio dell'antichità, 43)
- Douglas Domingo-Forasté: Claudii Aeliani epistulae et fragmenta. Leipzig, Teubner, 1994.
- Клавдий Елиан. Шарени истории. С., Фондация За българска литература, 2009, 288 с. ISBN 978-954-677-053-0
- Клавдий Елиан. Всякакви истории. С., Кибеа, 2011, 376 с.